# Veterinærsygeplejerskernes Landsklub
Veterinærsygeplejerskernes Landsklub (engelsk: Union of Veterinary Nurses in Denmark) er navnet på den faglige forening, der varetager interesser i Danmark (inklusive Færøerne og Grønland) for følgende veterinærsygeplejefaggrupper:
- Fagveterinærsygeplejersker
- Veterinærsygeplejersker
- Veterinærsygehjælpere
- Fagveterinærsygeplejeelever
- Veterinærsygeplejeelever
- Veterinærsygehjælperelever

Fagforeningen blev stiftet i 1999. Foreningens formand er veterinærsygeplejerske Marianne Wiberg.
Veterinærsygeplejerskernes Landsklub hører under Serviceforbundet.
Veterinærsygeplejerskernes Landsklub var medlem af LO, men siden 1. januar 2019 er fagforeningen medlem af FH.

## Eksterne kilder og henvisninger
- Veterinærsygeplejerskenes Landsklubs hjemmeside